# Hasanbeyli (district)
Hasanbeyli is een Turks district in de provincie Osmaniye en telt 5.462 inwoners (2007). Het district heeft een oppervlakte van 121,7 km². Hoofdplaats is Hasanbeyli.
De bevolkingsontwikkeling van het district is weergegeven in onderstaande tabel.
| 1997  | 2000  | 2007  |
| ----- | ----- | ----- |
| 7.667 | 7.101 | 5.462 |